# Civico museo archeologico di Ozieri
Il Civico Museo Archeologico "Alle Clarisse" di Ozieri è uno dei musei più importanti del Nord Sardegna. Dal 2003 è stato trasferito presso i locali dell’ex convento delle Clarisse. Nelle sue vetrine sono presenti i reperti più significativi ritrovati nel territorio comunale di Ozieri: materiali esposti sono datati a partire dalla preistoria all’età moderna.

## Storia
Il Civico Museo Archeologico, inaugurato nel 1985 in un convento francescano del XVI secolo, si sposta nel 2003 nel settecentesco ex convento delle Recoletas de Santa Clara, appositamente restaurato e ristrutturato. Il convento, istituito ufficialmente nel 1753 per ospitare le Clarisse di Tempio, fu invece occupato dalle monache di Orosei, a causa dell'indigenza in cui versavano.  A causa della legge Ratazzi, nel 1889 l’edificio fu requisito per ospitare i militari che vi insediarono la caserma Pietro Micca. Nel 1953 i militari lasciarono l’edificio e l’anno successivo una parte fu donata alla chiesa, mentre l’altra parte, rimasta in proprietà al Comune, fu utilizzata per attività scolastiche e sociali e divenne infine casa popolare. In seguito al finanziamento regionale ed europeo per il recupero di edifici monumentali fu possibile restaurare l’edificio, il quale, terminato nel 2002, divenne la nuova sede del Civico Museo Archeologico di Ozieri e per questo denominato “Alle Clarisse”. L’ingresso originario era situato in via Azuni ed introduceva a tre ambienti voltati, collegati fra loro e con un ampio corridoio anch’esso voltato.
I militari spostarono l’ingresso esattamente al lato opposto: rinforzarono le antiche mura spagnole trasformandole negli attuali bastioni e realizzarono un terrapieno che divenne la piazza d’armi, realizzarono una gradinata in granito che divenne l’ingresso principale della struttura e aggiunsero un piano superiore su una parte della struttura, che infatti si differenzia dall’altra parte perché coperto da una capriata di legno in stile piemontese.

## Percorso espositivo
Esterno: Cortile – Nel cortile è sistemato un piccolo lapidario, che accoglie una stele centinata di tomba di giganti, i bacili nuragici e l’architrave della chiesa campestre di S. Luca.
Primo piano:
SALA I: La preistoria – Al Neolitico Medio (4.900 – 4.400 a.C.) si riferiscono ceramiche, una dea madre in osso, un anellone, dai siti Bariles, Baldosa e Bisarcio. IL Neolitico Recente Sardo (4.100 – 3.500 a.C.), caratterizzato principalmente dalla Cultura di San Michele o di Ozieri, è rappresentato da materiali provenienti soprattutto dalla grotta omonima e da quella contigua di Mara, che restituiscono un panorama delle fantasiose ceramiche del periodo appartenenti sia all’orizzonte del Neolitico Recente S. Ciriaco, che alla fase classica Ozieri del Neolitico finale, fra tutte la famosa Pisside, e dal primo Eneolitico Sub – Ozieri.
SALA II: La civiltà nuragica – Dedicata al territorio durante la civiltà Nuragica (1.850 – 238 a.C.), che abbraccia l’età del Bronzo e del Ferro, fino all’età romana. La presenza di giacimenti metalliferi e risorse agropastorali e il loro sfruttamento causarono una importante frequentazione del territorio testimoniata oggi da 123 nuraghi e altri monumenti dell’epoca. Le ceramiche, fra cui bracieri, bollitoi, askòs, pesi da telaio e fusaiole, gli utensili in pietra, come mortai, lisciatoi, macine e conci mammellari parlano di attività diversificate. Il lingotto egeo - cipriota di Bisarcio, e altri ritrovamenti costituiti da oggetti in metallo documentano l’importanza del territorio, inserito al centro di vie di comunicazione già nell’età preistorica.
SALA III: L’età fenicio - punica e romana – I ritrovamenti di età fenicio - punica nel territorio sono sporadici e costituiti da monete e pochi frammenti ceramici. I restanti reperti esposti nella sala provengono da stanziamenti e costruzioni di epoca romana, che segna una riduzione nel numero di abitanti, alcuni in continuità con i precedenti, altri di nuovo impianto ed estranei a modelli locali. Importanti documenti epigrafici sono la stele di Ferentius da Cuzi e due miliari, che insieme ai tre ponti sul Rio Mannu qualificano il territorio come luogo di transito importante e di collegamento fra Turris e Olbia nella direttrice che da Cagliari raggiungeva il porto sul Tirreno. Sono inoltre esposti materiali da stipe votiva, un busto di Sarda Ceres, balsamari, reperti vitrei, cinerari da necropoli, in particolare da Bisarcio, Punta ‘e Navole, Sa Mandra ‘e sa Jua e Ruinas.
SALA IV: Sezione medioevale – L’epoca bizantina e altomedievale è illustrata dagli anelli a castone piramidale, fibbie, orecchini, fibule provenienti da Bisarcio nonché dagli orli e dalle pareti di grandi ziri provenienti da varie località, perché sopravvissuti fino al ‘600 e ‘700; sono esposti anche frammenti di maiolica arcaica pisana, lustri catalani, valenciani e altre ceramiche autoctone e provenienti dalla penisola. Trovano posto qui anche oggetti in osso e avorio di uso apotropaico.
Secondo piano:
SEZIONE NUMISMATICA: La collezione numismatica conta circa seimila monete confluite da numerosi ripostigli e ritrovamenti. La collezione, divisa in quattro sale, spazia dalle monete greche e puniche fino alle monete di epoca sabauda, a dimostrazione della continuità di frequentazione del territorio nei secoli.
SEZIONE ETNOGRAFICA: La sezione etnografica è costituita dal materiale proveniente da donazioni private. La collezione Bandini, è costituita da ritratti e oggetti personali del magistrato Pietro Cosseddu - Virdis e della nobildonna Annetta de Raimondi. La donazione Marinelli è anch'essa composta da ritratti e altri oggetti appartenuti al generale Giannino Baroncelli. La collezione Gallisay - Carta raccoglie spartiti, manoscritti autografi e stampe del musicista Priamo Gallisay. La collezione Manchia è invece costituita da abiti tradizioniali, databili ai primi anni del novecento.